# 3 000 meter hinder för herrar i friidrott vid olympiska sommarspelen 2008
Herrarnas 3000 meter hinder i Olympiska sommarspelen 2008 ägde rum 16 - 18 augusti i Pekings Nationalstadion.
Kvalificeringsstandarden var 8.24,00 (A standard) och 8.32,00 (B standard).

## Medaljörer
| Event              | Guld                        | Guld    | Silver                                | Silver  | Brons                             | Brons   |
| 3 000 meter hinder | Brimin Kiprop Kipruto Kenya | 8.10,34 | Mahiedine Mekhissi-Benabbad Frankrike | 8.10.49 | Richard Kipkemboi Mateelong Kenya | 8.11,01 |

## Rekord
Före tävlingarna gällde dessa rekord:
| Världsrekord     | Saif Saaeed Shaheen | 7.53,63 | Bryssel, Belgien | 3 september 2004  |
| Olympiskt rekord | Julius Kariuki      | 8.05,51 | Seoul, Sydkorea  | 30 september 1988 |

## Resultat
- Q innebär avancemang utifrån placering i heatet.
- q innebär avancemang utifrån total placering.
- DNS innebär att personen inte startade.
- DNF innebär att personen inte fullföljde.
- DQ innebär diskvalificering.
- NR innebär nationellt rekord.
- OR innebär olympiskt rekord.
- WR innebär världsrekord.
- WJR innebär världsrekord för juniorer
- AR innebär världsdelsrekord (area record)
- PB innebär personligt rekord.
- SB innebär säsongsbästa.

### Omgång 1

#### Heat 1
| Placering | Namn                  | Land      | Tid     | Noteringar |
| --------- | --------------------- | --------- | ------- | ---------- |
| 1         | Bouabdellah Tahri     | Frankrike | 8.23,42 | Q          |
| 2         | Brimin Kiprop Kipruto | Kenya     | 8:23.53 | Q          |
| 3         | Abdelkader Hachlaf    | Marocko   | 8:23.62 | Q          |
| 4         | Tareq Mubarak Taher   | Bahrain   | 8:23.66 | Q          |
| 5         | Nahom Mesfin          | Etiopien  | 8:23.82 |            |
| 6         | Ildar Minsjin         | Ryssland  | 8:26.85 |            |
| 7         | Tomasz Szymkowiak     | Polen     | 8:29.37 |            |
| 8         | Rabia Makhloufi       | Algeriet  | 8:29.74 |            |
| 9         | Yoshitaka Iwamizu     | Japan     | 8:29.80 |            |
| 10        | Valērijs Žolnerovičs  | Lettland  | 8:37.65 |            |
| 11        | Alberto Paulo         | Portugal  | 8:39.11 |            |
| 12        | Rubén Palomeque       | Spanien   | 8:58.50 |            |
| 13        | Matteo Villani        | Italien   | DNF     |            |

#### Heat 2
| Placering | Namn                        | Land           | Tid     | Noteringar |
| --------- | --------------------------- | -------------- | ------- | ---------- |
| 1         | Yacob Jarso                 | Etiopien       | 8.16,88 | Q, PB      |
| 2         | Mahiedine Mekhissi-Benabbad | Frankrike      | 8:16.95 | Q, SB      |
| 3         | Anthony Famiglietti         | USA            | 8:17.34 | Q, PB      |
| 4         | Ezekiel Kemboi              | Kenya          | 8:17.55 | Q          |
| 5         | Mustafa Mohamed             | Sverige        | 8:17.80 | q          |
| 6         | Youcef Abdi                 | Australien     | 8:17.97 | q, PB      |
| 7         | Ion Luchianov               | Moldavien      | 8:18.97 | q, NR      |
| 8         | Boštjan Buc                 | Slovenien      | 8:21.24 |            |
| 9         | Brahim Taleb                | Marocko        | 8:23.09 |            |
| 10        | Andrew Lemoncello           | Storbritannien | 8:36.06 |            |
| 11        | William Nelson              | USA            | 8:36.66 |            |
| 12        | José Luis Blanco            | Spanien        | 8:37.37 |            |
| 13        | Ali Ahmed Al-Amri           | Saudiarabien   | 9:09.73 |            |
| 14        | Jukka Keskisalo             | Finland        | DNS     |            |

#### Heat 3
| Placering | Namn                        | Land      | Tid     | Noteringar |
| --------- | --------------------------- | --------- | ------- | ---------- |
| 1         | Ruben Ramolefi              | Sydafrika | 8.19,86 | Q, PB      |
| 2         | Richard Kipkemboi Mateelong | Kenya     | 8:19.87 | Q          |
| 3         | Benjamin Kiplagat           | Uganda    | 8:20.22 | Q          |
| 4         | Abubaker Ali Kamal          | Qatar     | 8:21.85 | Q          |
| 5         | Eliseo Martín               | Spanien   | 8:23.19 | SB         |
| 6         | Hamid Ezzine                | Marocko   | 8:27.45 |            |
| 7         | Vincent Zouaoui Dandrieaux  | Frankrike | 8:27.91 |            |
| 8         | Roba Gary                   | Etiopien  | 8:28.27 |            |
| 9         | Joshua McAdams              | USA       | 8:33.26 |            |
| 10        | Pavel Potapovitj            | Ryssland  | 8:36.29 |            |
| 11        | Pieter Desmet               | Belgien   | 8:37.99 |            |
| 12        | Halil Akkas                 | Turkiet   | 8:44.70 |            |
| 13        | Itai Maggidi                | Israel    | 9:05.02 |            |

 VR - Världsrekord / AR - Afrikarekord / AR - Amerikarekord / NR - Nationsrekord / =SB - Tangerat säsongsbästa / PB - Personbästa / SB - Säsongsbästa

### Final
| Placering | Namn                        | Land       | Tid     | Noteringar |
| --------- | --------------------------- | ---------- | ------- | ---------- |
|           | Brimin Kiprop Kipruto       | Kenya      | 8.10,34 | SB         |
|           | Mahiedine Mekhissi-Benabbad | Frankrike  | 8.10,49 | PB         |
|           | Richard Kipkemboi Mateelong | Kenya      | 8.11,01 |            |
| 4         | Yacob Jarso                 | Etiopien   | 8.13,47 | NR         |
| 5         | Bouabdellah Tahri           | Frankrike  | 8.14,79 |            |
| 6         | Youcef Abdi                 | Australien | 8.16,36 | PB         |
| 7         | Ezekiel Kemboi              | Kenya      | 8.16,38 |            |
| 8         | Abubaker Ali Kamal          | Qatar      | 8.16,59 |            |
| 9         | Benjamin Kiplagat           | Uganda     | 8.20,27 |            |
| 10        | Mustafa Mohamed             | Sverige    | 8.20,69 |            |
| 11        | Tareq Mubarak Taher         | Bahrain    | 8.21,59 |            |
| 12        | Ion Luchianov               | Moldavien  | 8.27,82 |            |
| 13        | Anthony Famiglietti         | USA        | 8.31,21 |            |
| 14        | Ruben Ramolefi              | Sydafrika  | 8.34,58 |            |
| 15        | Abdelkader Hachlaf          | Marocko    | 9.02,06 |            |